# شهردار
شهردار طبق تعریف دانشنامه‌ای، به نگهبان یا گردانندهٔ شهر، گویند. اما بر اساس معانی رایج در ایران، شهرداری نهادی است عمومی، غیردولتی، محلی و خودکفا. یعنی مثل دیگر نهادهای دولتی از بودجهٔ دولتی استفاده نمی‌کند و باید دارای درآمد محلی برای اداره خود باشد که این درآمد توسط شورای اسلامی شهر به تصویب رسیده و در قالب عوارضات متعلقه از مردم اخذ می‌گردد.
شهردار در شهرهای تا ده هزار نفر جمعیت توسط استاندار، تا ۵۰ هزار نفر توسط وزارت کشور و از ۵۰ هزار نفر به بالا توسط شوراهای اسلامی شهر و وزارت کشور انتخاب می‌شوند. شهردار برای مدت چهار سال انتخاب می‌شود. همچنین بر اساس مصوبۀ هیأت وزیران مؤرخۀ ۱۷ آبان ۱۳۹۶ سمت شهرداری کلان‌شهرهای بالای ۱ میلیون نفر «مدیریت سیاسی» محسوب شده و با مقامات موضوع بند (ه) ماده ۷۱ قانون مدیریت خدمات کشوری همتراز شده‌است. این بدین معنی‌ست که شهرداری کلان‌شهرهای بالای ۱ میلیون نفر جمعیت همتراز با «معاون وزیر» هستند.
| واحد تقسیمات کشوری | مسئول               | نهاد                  | نوع            | مرکز         |
| ------------------ | ------------------- | --------------------- | -------------- | ------------ |
| کشور               | وزیر کشور           | وزارت کشور            | دولتی          | پایتخت       |
| استان              | استاندار            | استانداری             | دولتی          | مرکز استان   |
| شهرستان            | فرماندار            | فرمانداری (ویژه)      | دولتی          | مرکز شهرستان |
| بخش                | بخشدار              | بخشداری               | دولتی          | مرکز بخش     |
| دهستان             | بخشدار (قبلاً دهدار) | بخشداری (قبلاً دهداری) | دولتی          | مرکز دهستان  |
| شهر                | شهردار              | شهرداری               | عمومی غیردولتی | –            |
| روستا              | دهیار               | دهیاری                | عمومی غیردولتی | –            |

## نحوهٔ انتخاب شهردار

### ایران
در ایران، شهردار توسط شورای اسلامی شهر انتخاب می‌شود و شهردار می‌تواند از اعضای شورای شهر یا خارج از آن باشد.

### چین
شهرداری پکن یکی از شهرداری‌هایی است که مستقیماً تحت رهبری دولت مرکزی اداره می‌شود، شهردار و معاونان او توسط کنگره خلق شهرداری انتخاب می‌شوند، کنگره خلق شهرداری پکن نیز در نقش ارگانی مقتدر از جانب دولت است که نمایندگان آن توسط نمایندگان کنگره‌های خلقی مناطق و بخش‌ها انتخاب می‌شوند. این کنگره برای مدت ۵ سال خدمت می‌کند و شهردار و معاونان وی در جلسات کنگره خلق شهرداری از طریق رأی‌گیری انتخاب می‌شوند.

### مالزی
در کشور مالزی، شهردار کوالالامپور پایتخت کشور مالزی و بزرگ‌ترین شهر این کشور توسط وزیر کشور برای ۱ دورهٔ سه‌ساله انتخاب می‌شود.

### فرانسه
انتخابات شوراها و شهرداری‌های فرانسه بر اساس وسعت هر کمون صورت می‌گیرد، و البته شهرهای پاریس، لیون و مارسی از مقررات خاصی برخوردارند.
در شهرهایی که بیش از سه هزار و پانصد نفر سکنه دارند، لیست‌های انتخاباتی بر اساس گروه‌های شش کاندیدا تنظیم می‌شود که مردم به لیست‌ها رأی می‌دهند. تعداد اعضای شورا شهر شهرداری‌های این کشور از نه تا شصت و نه نفر متفاوت است.
در پاریس انتخابات شورای شهرداری در بیست منطقه انجام می‌گیرد که صد و شصت و سه نفر به عنوان اعضای شورای شهرداری انتخاب می‌شوند.
در لیون این انتخابات در نه منطقه انجام می‌شود که هفتاد و سه نفر عضو شورای شهرداری هستند. این انتخابات در هشت منطقه مارسی انجام می‌شود که هشتاد و یک‌نفر عضو شورای شهرداری می‌باشند.

### هلند
شهرداری آمستردام پایتخت هلند، دارای شورای مناطق با چهل و نه عضو است. این شورا، ۱۰ نفر را از میان اعضای خود به عنوان هیئت مدیرهٔ شهر تعیین می‌کنند. غالباً حزبی که در انتخابات اکثریت را به دست آورده، می‌تواند کلیه اعضای هیئت‌مدیره را از حزب خود انتخاب نماید. هیئت مدیره نیز شهردار را انتخاب می‌کند. اعضای شورای این شهر (اعضای شورای منطقه‌ها)، هر چهار سال یک‌بار از طریق انتخابات تعیین می‌شوند.

### ژاپن
در شهرهای ژاپن مانند اوساکا و توکیو، استانداران، نقش شهردار را هم بازی می‌کند. توکیو دارای شیوه حکومت شهری است که بر اساس آن، حکومت محلی شهر توکیو دارای تشکیلات مستقل محلی است و مانند سایر شهرهای بزرگ ژاپن اختیار تصویب‌نامه و صدور احکام را بر عهده دارد و از قدرت در اموری نظیر رفاه اجتماعی، آموزش عمومی، بهداشت عمومی و برنامه‌ریزی شهر برخوردار است. شهر توکیو دارای بیست و سه بخش می‌باشد که هریک دارای رئیسی است که به عنوان شهردار از جانب مردم ساکن همان بخش انتخاب می‌شود.